# Mäusberg-Rammersberg-Ständelberg
Das Naturschutzgebiet Mäusberg-Rammersberg-Ständelberg liegt auf dem Gebiet des unterfränkischen Landkreises Main-Spessart östlich von Wiesenfeld, einem Stadtteil von Karlstadt.
Nordöstlich fließt der Main und verläuft die B 26. Am südlichen Rand des aus zwei Teilflächen bestehenden Gebietes verläuft die St 2435 und westlich fließt der Ziegelbach, ein linker Zufluss des Mains.

## Bedeutung
Das 273,85 ha große Gebiet mit der Nr. NSG-00613.01 wurde im Jahr 2002 unter Naturschutz gestellt.